# Michael Keohane
Michael Keohane (ur. 24 sierpnia 1980 roku w Clonakilty) – irlandzki kierowca wyścigowy.

## Kariera
Keohane rozpoczął karierę w wyścigach samochodowych w 1999 roku od startów w EFDA Euroseries oraz Europa Cup Britain. Jedynie w Europa Cup był klasyfikowany. Z dorobkiem 26 punktów uplasował się tam na czwartej pozycji w klasyfikacji generalnej. W późniejszych latach pojawiał się także w stawce Brytyjskiej Formuły Renault, Brytyjska Formuła 3 (trzeci w 2001 roku), Europejskim Pucharze Formuły 3, Formuły 3000 oraz World Series by Nissan.
W Formule 3000 Irlandczyk wystartował w dwóch wyścigach sezonu 2003. Pierwszy z wyścigów ukończył na dwunastej pozycji, a w drugim nie dojechał do mety.